# رئة عمال المشق
رئة عمال المشق، هو مرض رئوي مهني ناتج عن التعرض للمشق، وبشكل أكثر تحديدًا، الألياف الصغيرة التي تلتصق بالدعامة بهدف إنشاء نسيج معين. يتعرض الأشخاص الذين يعملون مع المشق لخطر استنشاق قطع صغيرة من تلك الألياف، مما يتسبب في مرض رئوي خلالي. وُصِفَ المرض في البداية في عام 1998، عندما أصيبت مجموعة من العمال في مصنع لرصف ألياف المشق بمرض رئوي خلالي غير معروف السبب.

## العلامات والأعراض
تشمل علامات وأعراض رئة عامل المشق الكراكر (وهي أصوات فرقعة تسببها السوائل في الرئتين)، والزلة التنفسية (ضيق التنفس)، والسعال. قد تشمل الشذوذات التي تظهر في التصوير المقطعي المحوسب للرئتين عتامة الزجاج المغشى والعتامة الشبكية. تُظهِر الدراسة النسيجية التهاب خلالي مركزي قصبي والتهاب قصيبات لمفاوي مع فرط تصنع لمفاوي. وفي بعض الأحيان، قد يُشاهد التهاب رئوي خلالي توسفي والتهاب قصيبات مسد.
تشمل الأعراض الأخرى، ألم الصدر الجنبي وآلام الصدر غير النمطية. كانت معظم الحالات المومشقة مزمنة وتقدمية. تتقلص وظائف الرئة لدى الأفراد المصابين برئة عمال المشق بشكل عام، مع وجود آفات تنفسية من النمط الحاصر والساد.

## الأسباب
تنجم رئة عمال المشق عن استنشاق لقطع صغيرة من الألياف النسيجية (عادةً من النايلون) أثناء عملية التصنيع. يعتبر التعرض للجسيمات الناجمة عن القطع الدوراني أحد أهم عوامل الخطر الرئيسية. لم يُحدَّد بعد ما إذا كانت الأنواع الأخرى من المشق تسبب هذا التليف الرئوي. تشمل الأنواع الأخرى من المشق الرايون والبولي بروبيلين والبولي إيثيلين. تطور التليف الرئوي لدى العمال المعرضين لفضلات حشوات النايلون والبولي بروبيلين والبولي إيثيلين والرايون. يرتبط التعرض لتركيزات أعلى من جزيئات المشق القابل للاستنشاق بمرض أكثر حدة.
ما إذا كان التدخين يؤثر أو لا يؤثر على تقدم أو حدوث رئة عامل المشق، ما يزال موضوع بحث مستمر اعتبارًا من عام 2015. أثبتت الأبحاث التي أجريت على الفئران أن ألياف النايلون عامل مسبب.

## التشخيص
يمكن تشخيص رئة عامل المشق عبر الفحص المقطعي المحوسب للرئتين وعلم التشريح المرضي إلى جانب قصة عمل في صناعة المشق. قد يشمل التشخيص التفريقي أيضًا متلازمة جوغرن والالتهاب الرئوي الخلالي اللمفاوي. قد يساء تشخيص رئة عامل المشق على أنها ربو أو التهاب رئوي متكرر. على الرغم من أن الأشعة السينية قد تكون غير طبيعية، إلا أن التصوير المقطعي المحوسب أكثر فائدة كأداة تشخيصية في رئة عامل المشق. قد تشمل طرق التشخيص الأخرى خزعة عبر القصبات أو الخزعة الإسفينية.